# Bulle immobilière espagnole
 (avril 2010).
Si vous disposez d'ouvrages ou d'articles de référence ou si vous connaissez des sites web de qualité traitant du thème abordé ici, merci de compléter l'article en donnant les références utiles à sa vérifiabilité et en les liant à la section « Notes et références ».

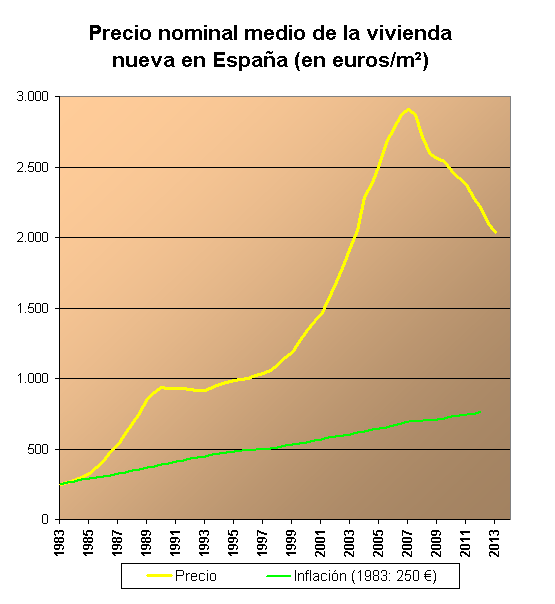
Evolution des prix de l'immobilier en Espagne. La bulle a commencé au début des années 1980 et a été suivie par le « Bear Trap » de la période (1992-1997). Ensuite s'est déroulée la phase de mania dans laquelle les prix ont augmenté de façon spectaculaire de 1998 à 2008, jusqu'à un ralentissement de la hausse à la fin de 2008. Les prix sont en chute. Au début 2010 les prix sont revus à la hausse, ce qui indique l'entrée dans la phase de « Bull Trap », la dernière étape qui précède l'effondrement d'une bulle spéculative.

Cycle d'une bulle spéculative.

La bulle immobilière espagnole correspond à la bulle spéculative sur le marché de l'immobilier espagnol qui a éclaté en 1999 et qui s'est poursuivie jusqu'au début 2008. Elle est caractérisée par une augmentation anormale des prix très largement supérieure à l'inflation observée sur l'indice des prix à la consommation (IPC).

## Bulle immobilière
En 1996, le gouvernement Aznar libéralise la loi du sol : tout terrain est désormais constructible. Les prix de l'immobilier en Espagne ont augmenté de 91 % durant la période allant de 1996 à 2007. Le montant de la dette financière accumulée par les ménages espagnols au second trimestre 2005 pour l'achat de biens immobiliers est de 651 168 000 000 € ; celle-ci a crû à un rythme de 25 % par an entre 2001 et 2005, avec 97 % des emprunts à taux variable. En 2004, 509 293 nouveaux logements ont été construits en Espagne et en 2005, 528 754 alors que la demande cette année-là était de 300 000 pour les résidents espagnols, 100 000 pour les investisseurs étrangers, 100 000 pour des étrangers vivant en Espagne et 300 000 correspondant à du stock [réf. nécessaire] ; dans un pays de 16,5 millions de familles, on compte 22 à 24 millions de maisons et 3 à 4 millions de maisons vides. Sur l'ensemble des maisons construites durant la période 2001-2007, « pas moins de 28 % sont vacantes à la fin de l'année 2008 ».
L'Espagne a un taux de propriétaires record autour de 80 %. Cet engouement pour l'accession à la propriété a été favorisé par le gouvernement dans les années 1960 et 1970 et est fortement ancré dans l'esprit des Espagnols. De plus, la fiscalité encourage aussi la propriété : 15 % du montant des intérêts d'emprunt immobilier sont déductibles du revenu [réf. nécessaire]. Le fait est que les appartements les plus anciens à la location souffrent d'une non-indexation des loyers de l'inflation tandis que la procédure d'éviction est très longue, déprimant ainsi de fait le marché de la location.
Les pires craintes se sont matérialisées lorsque la bulle spéculative a explosé en Espagne, celle-ci étant l'un des pays les plus affectés au monde. Selon l'institut eurostat, sur la période juin 2007-juin 2008, la construction neuve s'est effondrée tandis que les ventes dans l'ancien sur la période juillet 2007-juin 2008 sont en baisse en moyenne de 25,3 %. Certaines régions ont été plus marquées que d'autres comme la Catalogne avec une chute des ventes de 42,2 % tandis que d'autres régions peu peuplées comme l'Estrémadure étaient en baisse de 1,7 % sur la même période.
Les banques ont octroyé des emprunts sur une durée de quarante ans et très récemment sur cinquante ans. Au contraire de l'Irlande, le coût du travail n'a pas suivi l'inflation des prix de l'immobilier dans les mêmes proportions [réf. nécessaire]. Tandis que certains experts suggéraient un atterrissage en douceur du marché immobilier beaucoup d'autres estiment qu'un krach immobilier est probable. Des prix plus bas de l'immobilier permettraient aux familles aux revenus modérés et aux jeunes d'entrer à nouveau sur le marché immobilier. Néanmoins, la croyance populaire que les prix immobiliers ne peuvent pas baisser demeure fortement ancrée dans les esprits. En août 2008, alors que les nouvelles constructions se sont virtuellement arrêtées, aucun mouvement significatif des prix à la hausse ou à la baisse n'a été observé. Le prix moyen à l'échelle nationale en 2008 est de 2,095 euros/m2
La spéculation immobilière, encouragée par des taux d'emprunt très bas (car à taux variable), provoque une bulle. En 2010, un rapport trimestriel de la banque d'Espagne souligne le fait que l'indice des prix immobilier à l'échelle nationale est en baisse de 12 % par rapport au sommet de la bulle en 2008. Les excès de la bulle immobilière se monteraient à 325 milliards d'euros et l'Espagne devrait secourir son secteur financier, le taux global d'impayés du secteur immobilier devant passer de 5 % à 9 % d'ici le mois de juin 2010.

## Causes
Entre autres, quelques causes ayant mené à cette situation sont :
- les exigences limitées des banques dans la concession d'hypothèques et la durée de ces hypothèques (jusqu'à 50 ans) ;
- le faible niveau des taux d'intérêt, notamment de l'Euribor ;
- le niveau élevé d'endettement des ménages (années 1998-2000) relativement aux autres pays européens. En 2006, les Espagnols devaient à leurs banques 700 milliards d'euros en crédits ;
- l'accès au logement de la génération née dans la décennie 1970 (connue comme la génération du baby boom espagnol) ;
- la possibilité pour les municipalités et les communautés autonomes de décider de manière arbitraire que le sol est, ou n'est pas, urbanisable, ce qui donne également lieu à de la « corruption urbanistique » ;
- l'achat et la conservation spéculative de surfaces énormes par de grands constructeurs et groupes d'investisseurs ;
- la tendance espagnole à l'achat plutôt qu'à la location, due à une politique fiscale favorable à l'achat ;
- le haut pourcentage de résidences vides ;
- un « excès de capital[10] » ;
- la dette des particuliers avoisinant les 832 289 millions d'euros à la fin de 2006 (croissance de 18,53 % par an)[11].